# Маяк Буффало-Норт-Брейкуотер-Саут-Энд
Маяк Буффало-Норт-Брейкуотер-Саут-Энд (англ. Buffalo North Breakwater South End Light) — маяк, расположенный в черте города Буффало. Ранее располагался на входе в его гавань, округ Эри, штат Нью-Йорк, США. Построен в 1903 году. Автоматизирован в 1960 году. Деактивирован в 1985 году.

## История
Город Буффало является крупным промышленным центром в районе Великих озёр, и уже в 1818 году в нём был построен маяк Буффало. Однако после открытия канала Эри поток товаров через город существенно возрос, и ему понадобились дополнительные маяки и молы. 6 июня 1900 года Конгресс США выделил 45 000$ на строительство дополнительных маяков в городе Буффало. В 1903 году строительство маяка было завершено. Он представлял собой оригинальную чугунную структуру в форме бутылки (по этому же проекту был построен и маяк Саут-Буффало-Норт-Сайд) с четырьмя круглыми окнами и изогнутой дверью. Маяк имеет диаметр 3 метра у основания и 0,7 метров у вершины. На нём была установлена линза Френеля. В 1960 году маяк был автоматизирован Береговой охраной США. В 1985 году на его месте был построен автоматический маяк, а Буффало-Норт-Брейкуотер-Саут-Энд был выведен из эксплуатации и перемещён в парк к маяку Буффало.
В 1983 году маяк был включён в Национальный реестр исторических мест.